# Лежайск
Ле́жайск (пол. Leżajsk) — город в Польше, входит в Подкарпатское воеводство, Лежайский повет. Имеет статус городской гмины. Занимает площадь 20,29 км². Население — 14 159 человек (2004).

## История
Лежайск является одним из самых старинных мест юго-восточной Польши. Первые исторические сведения о существовании города упоминаются с 1346 года.

## Административная принадлежность
- 1867—1918 — Королевство Галиции и Лодомерии
- 1918—1939 — Львовское воеводство
- 1939—1944 — Дистрикт Краков
- 1945—1975 — Жешувское воедодство (1945—1975)
- 1975—1998 — Жешувское воедодство (1975—1998)
- с 1998 года — Подкарпатское воеводство

## Достопримечательности
Монастырский комплекс бернардинцев .